# Charles Blount, 5. Baron Mountjoy
Charles Blount, 5. Baron Mountjoy (* 28. Juni 1516 in Tournai; † 10. Oktober 1544) war ein englischer Adliger und Höfling.

## Leben
Er war der älteste Sohn des William Blount, 4. Baron Mountjoy (um 1478–1534), aus dessen dritter Ehe mit Alice Keble († 1521), Tochter des Sir Henry Keble, Lord Mayor of London. In jungen Jahren diente er als Page für Königin Katharina. 1534 erbte er beim Tod seines Vaters dessen Adelstitel als Baron Mountjoy. Als Baron nahm regelmäßig den Sitzungen des House of Lords teil und insbesondere auch 1537/38 an den Prozessen wegen Hochverrats gegen Henry Courtenay, 1. Marquess of Exeter, Henry Pole, 1. Baron Montagu, John Hussey, 1. Baron Hussey und Thomas Darcy, 1. Baron Darcy de Darcy.
Im Rahmen des Vierten Italienischen Kriegs beteiligte er sich an König Heinrichs VIII. Feldzug nach Nordfrankreich und der Belagerung von Boulogne. Er starb noch im selben Jahr und wurde in der Kirche St Mary Aldermary in London bestattet.

## Ehe und Nachkommen
Im August 1530 heiratete er Hon. Anne Willoughby († 1582), Tochter des Robert Willoughby, 2. Baron Willoughby de Broke. Mit ihr hatte er vier Kinder:
- James Blount, 6. Baron Mountjoy (1533–1581) ⚭ Catherine Leigh;
- Hon. John Blount († kinderlos);
- Hon. Francis Blount († nach 1593, kinderlos), ⚭ Catherine Carleton;
- Hon. William Blount († 1574 in Spanien, kinderlos).